# Ludwik Gorajski
Ludwik Gorajski herbu Korczak (ur. ok. 1795, zm. w 1879) – członek szlacheckiego rodu Gorayskich. Właściciel dóbr w Moderówce. Ok. 1830 roku ożenił się z Ludwiką Boguszówną, która wniosła mu w posagu majątek Szebnie. Był właścicielen wsi Moderówka